# Ryūkishi07
 (octobre 2015).
Si vous disposez d'ouvrages ou d'articles de référence ou si vous connaissez des sites web de qualité traitant du thème abordé ici, merci de compléter l'article en donnant les références utiles à sa vérifiabilité et en les liant à la section « Notes et références ».
Ryūkishi07 est un créateur de sound novels, visual novels et auteur de mangas, également fondateur du cercle 07th Expansion.
Il est notamment le créateur de la série des sound novels When They Cry ainsi que l'auteur du visual novel Rose Guns Days. Il a également contribué pour d'autres visual novels : Rewrite pour le compte de Key et Ōkami kakushi pour le compte de Konami. Il est aussi l'auteur du manga Higanbana no Saku Yoru ni et du manga Hotarubi no Tomoru Koro ni. 
Son nom d'artiste provient de la série de jeux vidéo Final Fantasy ; il est composé de « ryūkishi », nom de la classe nommée « chevalier dragon » dans les jeux en français et d'un jeu de mots avec le personnage Lenna (ou Reina en japonais) qui peut s'écrire en japonais avec les chiffres 0 et 7, ce qui forma son nom, Ryūkishi07.
Le 19 octobre 2022 il est officialisé en tant que scénariste pour le prochain jeu Silent Hill nommé Silent Hill f.